# Ammolabrus dicrus
Ammolabrus dicrus Randall & Carlson, 1997 è un pesce di acqua salata appartenente alla famiglia Labridae. È l'unica specie del genere Ammolabrus.

## Distribuzione e habitat
È una specie demersale, facilmente osservabile in zone con substrato sabbioso. Il suo areale comprende le Hawaii (in particolare intorno a Oahu) e le acque dell'Isola di Wake. Non è stato segnalato in altre località.

## Descrizione
Presenta un corpo compresso lateralmente, allungato, che non supera i 10 cm di lunghezza. La testa ha un profilo arrotondato, e gli occhi non sono particolarmente grandi. Gli esemplari giovani sono biancastri, semitrasparenti, mentre gli adulti hanno una livrea assai poco sgargiante, marrone-grigiastra. Solo negli esemplari più grandi sono presenti delle piccole macchie blu-violacee, una striscia gialla dietro le pinne pettorali ed una macchia nera al centro del corpo. Le pinne sono trasparenti. Le pinne pelviche sono piccole, come la pinna caudale, che ha una forma biforcuta.

## Biologia

### Comportamento
Forma piccoli banchi.

### Alimentazione
Ha una dieta composta prevalentemente da zooplancton, invertebrati marini come copepodi e vermi.

### Riproduzione
È oviparo, la fecondazione è esterna, e non ci sono cure verso le uova.

## Conservazione
Questa specie, nonostante possa essere disturbata dalle attività dell'uomo, non è particolarmente minacciata, quindi è stata classificata come "a rischio minimo" (LC) dalla lista rossa IUCN.